# محوطه دشت‌آباد لردگان
محوطه دشت آباد لردگان مربوط به دوره ایلخانی - دوره تیموریان است و در شهر لردگان واقع شده است. این اثر در تاریخ ۲۵ اسفند ۱۳۷۹ با شمارهٔ ثبت ۳۳۶۱ به‌عنوان یکی از آثار ملی ایران به ثبت رسیده است.